# Pyszka
Pyszka (deutsch Peuske) ist ein Wohnplatz in der Woiwodschaft Westpommern in Polen. Er gehört zur Gmina Dygowo (Landgemeinde Degow) im Powiat Kołobrzeski (Kolberger Kreis).

## Geographische Lage
Der Wohnplatz liegt in Hinterpommern, etwa 110 Kilometer nordöstlich von Stettin und etwa 15 Kilometer südöstlich von Kołobrzeg (Kolberg) an der Woiwodschaftsstraße 163, deren Verlauf hier der ehemaligen Reichsstraße 124 entspricht. Östlich des Wohnplatzes führt die Straße über eine Brücke über den Peuskebach. Südlich des Wohnplatzes fließt der Fluss Parsęta (Persante).

## Geschichte
Der Wohnplatz ist aus einem Gasthaus entstanden, das erstmals auf der Schmettauschen Karte von 1780 eingetragen ist. In Peuske wurden im Jahre 1885 74 Einwohner gezählt, im Jahre 1905 82 Einwohner und im Jahre 1925 100 Einwohner. In Peuske bestanden damals ein Sägewerk sowie eine Fähre über die Persante. 
In den 1930er Jahren wurde die Persante südlich von Peuske begradigt und es wurde, anstelle der früheren Fähre, eine Straßenbrücke über die Persante angelegt. Die Straßenbrücke existiert heute nicht mehr. 
Vor 1945 bildete Peuske einen Wohnplatz in der Landgemeinde Degow im Kreis Kolberg-Körlin der preußischen Provinz Pommern.
1945 kam Peuske, wie ganz Hinterpommern, an Polen. Die Bevölkerung wurde vertrieben. Der Ortsname wurde zu Pyszka polonisiert.